# Ultrakurzpulslaser

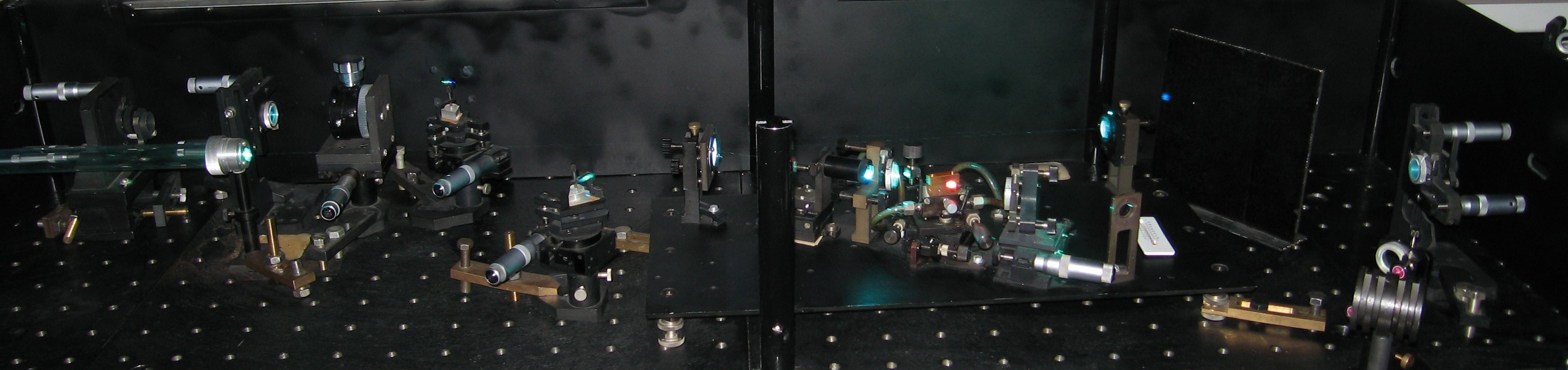
Aufbau eines Femtosekundenlasers

Als Ultrakurzpulslaser werden Laserstrahlquellen bezeichnet, die gepulstes Laserlicht mit Pulsdauern im Bereich von Bruchteilen von Sekunden aussenden.

## Definition
Unter Ultrakurzpulslaser fallen die Pikosekundenlaser und die Femtosekundenlaser. Es handelt sich in der Regel um modengekoppelte Laser. In der Forschung wurden bereits auch Attosekundenlaser (1.000 Attosekunden = 1 Femtosekunde) entwickelt. Diese zählen nach derzeitigem Sprachgebrauch ebenfalls zu den Ultrakurzpulslasern.
Die ersten Ultrakurzpulslaser waren Farbstofflaser. Eine wesentliche Entwicklung für die Ultrakurzpulslasertechnik war 1982 die Entdeckung des Titan:Saphir-Lasers.

## Rundfunkberichte
- Leonie Seng: Ultrakurzpulslaser für die Massenproduktion, in dradio „Forschung aktuell“ vom 2. Dezember 2013